# ميخائيل أوكونور (لاعب كرة قاعدة)
ميخائيل أوكونور (بالإنجليزية: Michael O'Connor)‏ هو لاعب كرة قاعدة أمريكي، ولد في 17 أغسطس 1980 في دالاس في الولايات المتحدة.

## وصلات خارجية
- ميخائيل أوكونور على موقع دوري كرة القاعدة الرئيسي (الإنجليزية)
- ميخائيل أوكونور على موقعبيزبول رفرنس.كوم (الدوري الرئيسي) (الإنجليزية)
- ميخائيل أوكونور على موقعبيزبول رفرنس.كوم (الدوري الثانوي) (الإنجليزية)
- ميخائيل أوكونور على موقع إي إس بي إن.كوم (أم.أل.بي) (الإنجليزية)
- ميخائيل أوكونور على موقع مشجعي الرسوم البيانية (الإنجليزية)